# Zepita (distrito)
Zepita é um distrito do Peru, departamento de Puno, localizada na província de Chucuito.

## Transporte
O distrito de Zepita é servido pela seguinte rodovia:
- PE-3S, que liga o distrito de La Oroya à Ponte Desaguadero (Fronteira Bolívia-Peru) - e a rodovia boliviana Ruta 1 - no distrito de Desaguadero (Região de Puno)
- PE-36A, que liga o distrito de Moquegua (Região de Moquegua) à Ponte Desaguadero (Fronteira Bolívia-Peru) - e a rodovia boliviana Ruta 1 - no distrito de Desaguadero (Região de Puno)
- PU-130, que liga a cidade ao distrito de Pomata [1][2][3]